# Chaetodon declivis
El pez mariposa de las Marquesas (Chaetodon declivis) es una especie de pez mariposa del género Chaetodon. 
Habita los arrecifes coralinos del este del Océano Pacífico, abundando en Isla de Navidad y, sobre todo, en las Islas Marquesas. No se sabe mucho sobre su comportamiento; su distribución geográfica es limitada.
Su cuerpo se divide en dos colores. La cabeza y la parte delantera del cuerpo son blancos con poros oscuros, teniendo en los ojos la infaltable franja amarilla. Su parte trasera y aleta son de color más amarillento y un poco oscuro a la altura de la cola. Su lomo, tiene algunas "espinas" levantadas hacia arriba.